# Jamal Adams
Jamal Adams (17 de octubre de 1995) es un jugador profesional estadounidense de fútbol americano que juega en la posición de strong safety y milita en los Las Vegas Raiders de la National Football League (NFL).

## Biografía
Adams asistió a la preparatoria Hebron High School en Carrollton, Texas, donde practicó fútbol americano. Al finalizar la preparatoria, fue considerado como un atleta cuatro estrellas y el 3.º mejor safety de la nación por Rivals.com.
Posteriormente, asistió a la Universidad Estatal de Luisiana donde jugó con los LSU Tigers desde 2014 hasta 2016. Jugó en los 13 juegos de la temporada, incluyendo dos titularidades, como estudiante de primer año en 2014 y tuvo 66 tacleadas y una captura (sack). En su segundo año, fue seleccionado al segundo equipo de la All-Southeastern Conference por la Associated Press (AP) y los entrenadores de la SEC. Como júnior, Adams fue nombrado al primer equipo All-SEC y al segundo equipo All-American.
El 6 de enero de 2017, Adams anunció que renunciaría a su temporada sénior y entraría al Draft de la NFL de 2017.

## Carrera profesional

### New York Jets
Adams fue seleccionado por los New York Jets en la primera ronda (puesto 6) del Draft de la NFL de 2017. El 20 de julio de 2017, los Jets firmaron a Adams con un contrato totalmente garantizado de cuatro años y $22.25 millones que incluía un bono por firmar de $14.32 millones.
Adams hizo su debut profesional como titular en el primer partido de la temporada de los Jets, contra los Buffalo Bills y registró cinco tacleadas y desvió un pase en la derrota por 21-12. Registró la primera tacleada de su carrera ante el corredor Mike Tolbert luego de correr 16 yardas en la primera serie ofensiva de los Bills. Terminó su temporada de novato en 2017 con 83 tacleadas combinadas (63 en solitario), seis desvíos de pase y dos capturas en 16 juegos como titular.
Adams fue nombrado capitán en la plantilla de los Jets para la temporada 2018. Obtuvo la primera intercepción de su carrera ante Matt Cassel en el partido inaugural de la temporada de los Jets contra los Detroit Lions, el cual ganaron por marcador de 48-17. Adams terminó su segunda temporada con 115 tacleadas, 3.5 capturas, tres balones sueltos forzados y uno recuperado, y una intercepción en 16 juegos como titular. El 18 de diciembre, Adams fue nombrado al Pro Bowl por primera vez en su carrera, y también fue nombrado al segundo equipo All-Pro al finalizar la temporada.
En 2019, en la Semana 10 contra los New York Giants, Adams registró nueve tacleadas y capturó a Daniel Jones dos veces, en una de las cuales forzó un balón suelto y lo devolvió para un touchdown de 25 yardas, ayudando a los Jets a ganar por 34-27. Fue nombrado Jugador Defensivo de la Semana de la AFC por su desempeño. En 14 juegos como titular, Adams registró 65 tacleadas, 6.5 capturas, una intercepción, dos balones sueltos forzados y uno recuperado, y dos touchdowns defensivos. Al final de la temporada, fue nombrado a su segundo Pro Bowl consecutivo y fue honrado con su primera selección al primer equipo All-Pro en su carrera.

### Seattle Seahawks
El 25 de julio de 2020, Adams fue canjeado a los Seattle Seahawks junto con una selección de cuarta ronda del Draft de la NFL de 2022, a cambio del profundo (safety) Bradley McDougald, selecciones de primera y tercera ronda en el Draft de la NFL de 2021, y una selección de primera ronda en el 2022.
En la Semana 14 contra su exequipo, los New York Jets, Adams registró una captura sobre su excompañero Sam Darnold durante la victoria por 40-3. Esta fue la captura 8.5 de Adams en la temporada, rompiendo el récord de la NFL de más capturas en una temporada por parte de un back defensivo. Contra el Washington Football Team, Adams registró otra captura, lo que elevó su total de temporada a 9.5 capturas. En un total de 12 encuentros como titular, registró 83 tacleadas y un balón suelto forzado. Fue nombrado para su tercer Pro Bowl consecutivo el 21 de diciembre de 2020. Él y su compañero de equipo Quandre Diggs se convirtieron en la primera pareja de profundos en ser seleccionados al Pro Bowl desde Earl Thomas y Kam Chancellor en 2015, compañeros igualmente en los Seahawks.
El 17 de agosto de 2021, Adams firmó un contrato de cuatro años con los Seahawks, con un valor máximo de $72 millones, incluyendo un bono por firmar de $20 millones y $38 millones garantizados, convirtiéndolo en el profundo mejor pagado en la historia de la NFL en ese momento. Adams sufrió un desgarro en el labrum durante la victoria de la Semana 13 de los Seahawks sobre los San Francisco 49ers y fue colocado en la lista de reservas lesionados el 10 de diciembre de 2021.
En 2022, durante la victoria de la Semana 1 de los Seahawks contra los Denver Broncos, Adams sufrió un desgarro en el tendón del cuádriceps en el segundo cuarto que puso fin a su temporada. Fue colocado en la reserva de lesionados el 15 de septiembre de 2022.

## Estadísticas generales
|  | Seleccionado al Pro Bowl |

| Año   | Equipo | Juegos | Juegos | Tacleadas | Tacleadas | Tacleadas | Tacleadas | Intercepciones | Intercepciones | Intercepciones | Intercepciones | Intercepciones | Intercepciones | Balones sueltos | Balones sueltos | Balones sueltos | Balones sueltos |
| Año   | Equipo | GP     | GS     | Comb      | Total     | Ast       | Sck       | PDef           | Int            | Yds            | Avg            | Lng            | TDs            | FF              | FR              | Yds             | TDs             |
| ----- | ------ | ------ | ------ | --------- | --------- | --------- | --------- | -------------- | -------------- | -------------- | -------------- | -------------- | -------------- | --------------- | --------------- | --------------- | --------------- |
| 2017  | NYJ    | 16     | 16     | 83        | 63        | 20        | 2.0       | 6              | --             | --             | --             | --             | --             | 1               | 2               | 0               | 0               |
| 2018  | NYJ    | 16     | 16     | 115       | 86        | 29        | 3.5       | 12             | 1              | 38             | 38.0           | 38             | 0              | 3               | 1               | 5               | 0               |
| 2019  | NYJ    | 14     | 14     | 75        | 61        | 14        | 6.5       | 7              | 1              | 61             | 61.0           | 61             | 1              | 2               | 1               | 25              | 1               |
| 2020  | SEA    | 12     | 12     | 83        | 59        | 24        | 9.5       | 3              | --             | --             | --             | --             | --             | 1               | 0               | --              | --              |
| 2021  | SEA    | 12     | 12     | 87        | 56        | 31        | 0.0       | 5              | 2              | 0              | 0.0            | 0              | 0              | 0               | 0               | --              | --              |
| 2022  | SEA    | 1      | 1      | 3         | 3         | 0         | 0.0       | 1              | --             | --             | --             | --             | --             | 0               | 0               | --              | --              |
| Total | Total  | 71     | 71     | 446       | 328       | 118       | 21.5      | 34             | 4              | 99             | 24.8           | 61             | 1              | 7               | 4               | 30              | 1               |

Fuente: Pro-Football-Reference.com